# Honda VFR400
Honda VFR400R — мотоцикл спортивного класса, разработанный японской компанией Honda в 1986 году.
Первоначально мотоцикл создавался исключительно для японского рынка, так как японским законодательством установлены ограничения в отношении начинающих мотоциклистов. Заключаются они в ограничении объёма двигателя (не более 400сс) и мощности двигателя мотоцикла. Основной особенностью мотоциклов VFR (RVF) был V-образный двигатель объёмом 400сс. Несмотря на то что большинство мотоциклов спортивного класса имели двигатели рядного расположения цилиндров с цепным приводом ГРМ, двигатель VFR(RVF) имел необычную конструкцию привода ГРМ. Эта особенность заключается в том, что привод ГРМ в двигателе осуществляться не ремнем или цепью а шестернями. Так же V-образное расположение цилиндров давало совершено другой звук выхлопа нежели рядный двигатель. Ещё одна немаловажная особенность мотоцикла заключается в задней подвеске. Она представлена в виде консольного маятника. Эта конструкция задней подвески была заимствована из мотоспорта. Консольный маятник дает возможность быстрой смены колеса, обладает жесткостью и легким весом. Неприхотливый и мощный V-образный двигатель вместе с красивым дизайном сделали данную модель популярной и в Европе.(Модели NC 30 поставлялись ограниченными партиями в Великобританию, Австрию, Германию и Францию.)

## NC21
Первое поколение линейки VFR400 было представлено компанией Honda в 1986 году. Цель релиза модели была замена неудачной модели мотоцикла Honda VF400F. Мотоцикл был оборудован гидравлическим сцеплением, обычной подвеской маятникового типа, системой Hondas TRAC. В 1987 году небольшое количество мотоциклов было импортировано в Новую Зеландию.

## NC24
Второе поколение мотоцикла VFR400R было анонсировано в 1987 году. Гидравлическое сцепление заменили обычным тросиковым, перенесли выхлопную трубу ближе к хвосту мотоцикла, заменили обычную маятниковую заднюю подвеску на консольную Pro-Arm (Затем консольный маятник станет визитной карточкой серии VFR(RVF)), увеличили обороты двигателя с 13000 об / мин до 14000 об / мин.

## NC30
Третье поколение мотоцикла было представлено в 1989 году. Мотоцикл был переработан по дизайну: перенесли выхлопную трубу на левую сторону, изменили фары головного света. Изменили настройки карбюратора, так же подняли обороты двигателя до 14500 об / мин. Модель NC30 была поставлена ограниченным количеством в европейские страны. Основным отличением европейских версий от японских в отсутствии мер по ограничению мощности мотоцикла и приборная панель с максимальным значением спидометра 240 км/ч вместо 180 км/ч. Так же стоит отметить отличие великобританской версии мотоцикла от европейских и японских версий, увеличенные указатели поворота, дополнительное освещение номерного знака (отделенное от задний фары), изменённые лампочки света 60/55 Вт и спидометр размечен в милях в час. Модель NC 30 является наиболее популярной моделью на вторичном рынке и по сей день.

## NC35
Преемник серии мотоциклов VFR400R, разработанный компанией Honda в 1994 году. Хотя на первый взгляд RVF400R от VFR400R отличается лишь внешним обликом, но фактически модель RVF400R практически полностью переработана. Основные отличия RVF400R от VFR400R:
- Установлена вилка перевернутого типа, вместо обычной телескопической.
- Добавлена система инерционного наддува, специальных два воздушных патрубка установленных на верхнем обтекателе мотоцикла.
- Изменённая фара головного света.
- Уменьшены каналы карбюраторов с 32 мм до 30 мм.
- Увеличенные поршни на заднем тормозном клипере с 25,4 мм до 27 мм.
- Уменьшение заднего колеса с 18 дюймов на 17.
- Изменённое крепление двигателя к раме, двигатель крепиться ниже чем в VFR400R.
- Переработана выхлопная система мотоцикла, изменены точки крепления, глушитель и коллектор разделены, выхлопная система стала полностью из алюминия.